# Stockholms Elementära Teaterskola

Stockholms Elementära Teaterskola (SET) drivs av skådespelaren Tomas Neumann. Skolan har under sina verksamhetsår sedan 1996 bedrivit en förberedande teaterutbildning. Många av SET:s elever har gått vidare till högre utbildningar på bl.a. Dramatiska Institutet och teaterhögskolorna.